# Палкин, Вячеслав Сергеевич
Вячесла́в Серге́евич Па́лкин (6 сентября 1935, посёлок Голубовка (теперь Кировск, Луганская область) — 31 мая 2008, Харьков) — украинский хоровой дирижёр, педагог, профессор кафедры хорового дирижирования Харьковского государственного университета искусств им. И. П. Котляревского, заведующий кафедрой хорового дирижирования Харьковского государственного университета искусств им. И. П. Котляревского, заслуженный деятель искусств Украины, Народный артист Украины (1996), лауреат Национальной премии Украины имени Тараса Шевченко (2003), член-корреспондент Национальной Академии искусств Украины. Почётный гражданин Харькова.

## Биография
Вячеслав Сергеевич Палкин родился 6 сентября 1935 года на Луганщине. После окончания дирижёрско-хорового факультета Харьковской государственной консерватории в 1960 году он начал творческую деятельность как хормейстер, а затем как художественный руководитель и дирижёр профессионального хора украинской песни Харьковской областной филармонии. Повышал квалификацию у профессоров Л.Венедиктова (Киев), В.Соколова, А.Юрлова (Москва), В.Чернушенко (Санкт-Петербург), Д.Загрецкого (Одесса), И.Кокарса (Рига).
В 1962—1975 г.г. — преподаватель, доцент, заведующий кафедрой хорового дирижирования Харьковского государственного института культуры.
С 1956 по 1977 год — руководитель Камерного хора Национального технического университета «Харьковский политехнический институт».
С 1975 г. по 1978 г. преподавал курс эстетики в Харьковском юридическом институте.
С 1978 г. по 2008 г. — на протяжении 30-ти лет — В. С. Палкин был доцентом, заведующим кафедрой хорового дирижирования Харьковского национального университета искусств им. И. П. Котляревского. С 1988 г. — профессор.
Умер 31 мая 2008 года.
Его сын Игорь (1959-2022) также был дирижёром, который с 1997 года управлял Симфоническим оркестром Национальной филармонии Украины

## Академический камерный хор Харьковской областной филармонии

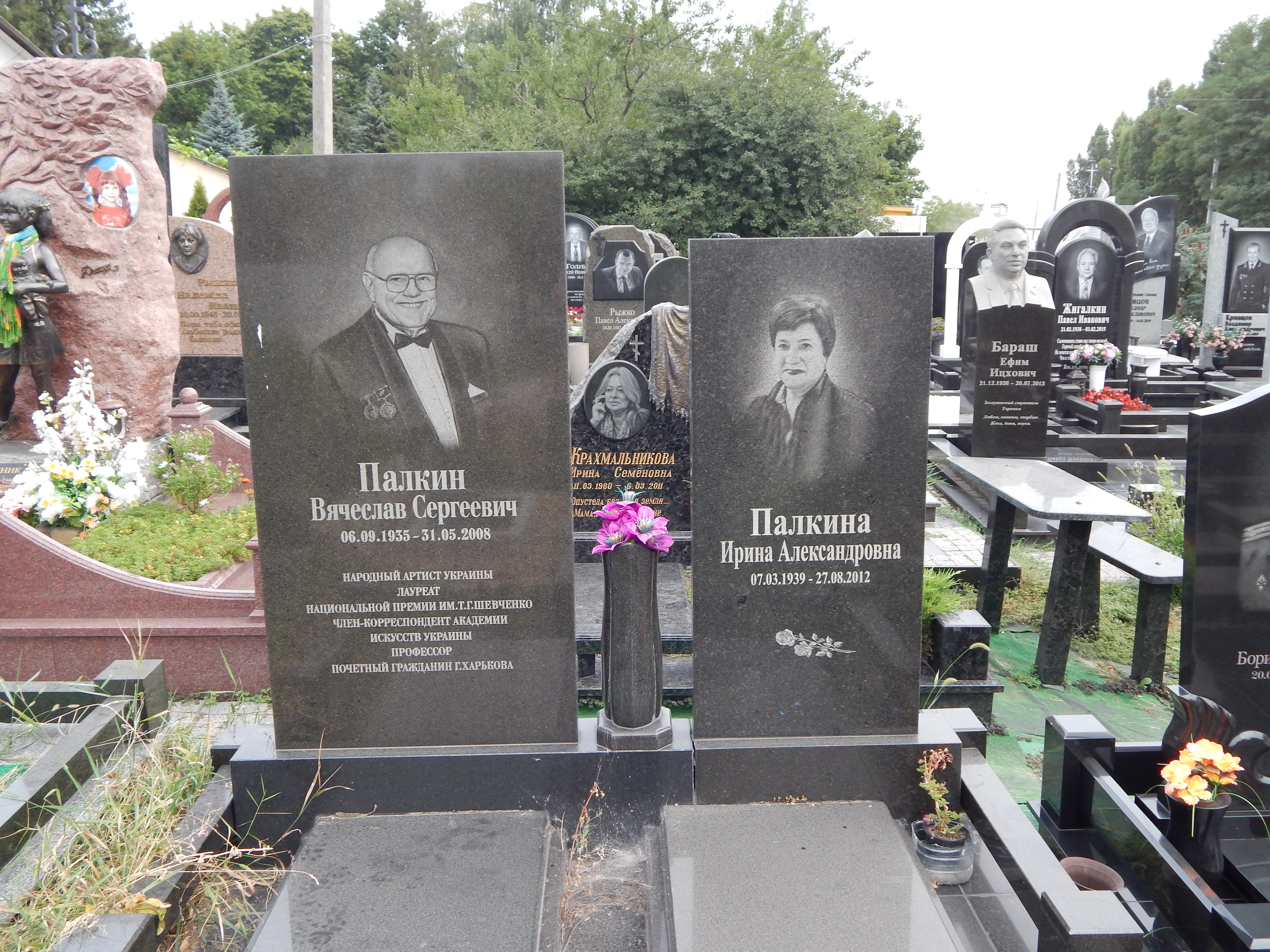
Могила на 13-м городском кладбище Харькова

В 1980 году Вячеслав Сергеевич собрал любительский коллектив (в нём пели инженеры, врачи, юристы, и т. д.), научил их петь, правильно дышать и извлекать звук, однако в работе хора для повышения его профессионального уровня также участвовали студенты дирижёрско-хорового и вокального факультетов ХИИ. Таким образом, это был наполовину самодеятельный, а на половину профессиональный коллектив, что, естественно, не могло не влиять на качество работы.
В 1990 году камерный хор получил статус профессионального и вошёл в состав Харьковской государственной филармонии. Он выступает в Колонном зале Национальной филармонии Украины и концертных залах Москвы, выезжает на зарубежные конкурсы и фестивали, завоевывает звания лауреатов и премии. Дирижировать хором считают за честь известные маэстро Д. Сакс и В. Жордания (США), А. Ремерайт (Австрия), Д. Джоунс (Великобритания).
В сентябре 2008 года за выдающиеся достижения в развитии украинского музыкального искусства и высокий профессионализм камерному хору Харьковской филармонии был присвоен статус академического.
В октябре 2008 года сессия Харьковского облсовета присвоила камерному хору Харьковской областной филармонии имя Вячеслава Палкина.

## Исполнительская карьера
Палкин на протяжении 50 лет руководил хоровыми коллективами, которые получали звание лауреатов на различных конкурсах и фестивалях, представляя хоровое исполнительское искусство Харькова на Украине, в России, Молдове, Грузии, странах Балтии, Германии, Польше, США. Среди самых известных коллективов — народная мужская хоровая капелла Национальной юридической академии Украины имени Ярослава Мудрого и Камерный хор Харьковской филармонии, созданный по инициативе В. С. Палкина на базе любительского хорового коллектива областного отделения Музыкального общества Украины в 1990 г.
Палкин — автор многих (более 20) методических пособий: «Вокально-хоровые упражнения», «Опыт аналитической работы руководителя хора над произведениями большой формы», «Вокальная работа в хоре» и других, а также 200 хоровых и вокально-симфонических произведений, в том числе обработок народных песен и оригинальных композиций Д. Бортнянского, М. Березовского, А. Веделя, Я. Степного, С. Людкевича, А. Вахнянина, Б. Лятошинского и др.

## Общественная деятельность
Был членом Комитета по Национальной премии Украины имени Тараса Шевченко, членом Национального Всеукраинского музыкального союза, председателем Харьковского областного отделения Хорового общества Украины, постоянным участником постановочных групп многочисленных творческих отчётов мастеров искусств и творческих коллективов Харьковской области в Киеве, был членом жюри I, II и III Всеукраинских конкурсов хоровых дирижёров, Всеукраинского конкурса хоровых коллективов. Получил звание лауреата в региональных рейтингах «Харьковчанин XX века», и «Харьковчанин года — 2001, 2003, 2004, 2005».

## Отличия и награды
В 2003 г. Палкину присвоено звание лауреата Национальной премии Украины имени Тараса Шевченко.

## Воспитанники
Вячеслав Палкин подготовил более 200 квалифицированных специалистов, среди которых есть кандидаты и доктора наук: доктор искусствоведения В. И. Рожок, Герой Украины, лауреат Государственной премии Украины им. Т. Г. Шевченко, народная артистка Украины Р. А. Кириченко, доктор педагогических наук, профессор кафедроы методики обучения общественным дисциплинам Михайличенко О. В.. Его выпускники получили звание лауреатов на I, II и III Всеукраинских конкурсах хоровых дирижёров (А. И. Сиротенко — 1998 г., Н. В. Тягноренко — 2001 г., Г. В. Парфенова — 2005 г.).